# اتفاق ما قبل الزواج
اتفاق ما قبل الزواج (بالإنجليزية: Prenuptial agreement) هو عقد يتم إبرامه قبل الزواج العادي أو الزواج المدني، ويطلق ايضاً على أي اتفاق يعقد قبل الاتفاق الرئيسي من قبل الأشخاص المقبلون على الزواج، يمكن أن يتنوع محتوى الإتفاق ما قبل الزواج على نطاق واسع ولكنه يشتمل عادة على أحكام لتقسيم الممتلكات والدعم الزوجي في حالة الطلاق أو كسر الزواج.
قد تشمل أيضًا شروطًا لمصادرة الأصول نتيجة الطلاق بسبب الزنا؛ قد يتم تضمين شروط أخرى الوصاية كذلك. لا ينبغي الخلط بينه وبين التسوية التاريخية للزواج التي لم تكن مهتمة في المقام الأول بآثار الطلاق ولكن بتأسيس وصيانة الأسر الحاكمة.
في بعض البلدان، بما في ذلك بلجيكا وهولندا، لا ينص الاتفاق قبل الزواج فقط على حالة الطلاق، ولكن أيضًا لحماية بعض الممتلكات أثناء الزواج، على سبيل المثال في حالة الإفلاس. العديد من البلدان، بما في ذلك كندا وفرنسا وإيطاليا وألمانيا، لديها أنظمة زوجية، بالإضافة إلى، أو بعض الحالات، بدلاً من الاتفاقات قبل الزواج.
تتشابه «اتفاقيات ما بعد الزواج» مع «اتفاقات ما قبل الزواج» كثيراً باستثناء أن الأولى تُبرم بعد إتمام الزواج،  تاريخياً (وأحيانا لا يزال حتى اليوم) كانت تسمى اتفاقات ما قبل الزواج بـ«عقود الزواج» وغالبا ما ينظر إلى الزواج نفسه على أنه عقد.

## الاعتراف القانوني
تتباين القوانين بين الدول والدول في كل من كيفية صياغتها وما إذا كانت ستنفذ مثل هذه الاتفاقيات.

### جنوب أفريقيا
في جنوب إفريقيا يكون الزواج المدني أو الاتحاد المدني افتراضيًا زواجًا من أجل الزواج من خارج نطاق مجتمع الملكيات، يجب على الطرفين توقيع عقد قبل الزواج بحضور كاتب عدل قبل زواجهما ويجب تسجيل العقد في مكتب السندات في غضون ثلاثة أشهر من تاريخ توقيع العقد:
- عند الزواج خارج المجتمع، يكون لدى الأطراف خيار الزواج من خلال تطبيق نظام الاستحقاق أو بدون تطبيق نظام الاستحقاق.
- في حالة زواج الطرفين دون استحقاق، تظل ممتلكات الزوجين منفصلة دائمًا ولن يكون لأي من الطرفين أي مطالبة ملكية ضد الآخر بحكم الزواج.
- أما إذا تزوج الطرفان مع تطبيق الاستحقاق فستبقى عقاراتهما منفصلة خلال زواجهما حتى فسخ الزواج سواء بالوفاة أو الطلاق، فإن الزوجة ذات الاستحقاق الأصغر يكون لها مطالبة ضد الزوج مع الاستحقاق الأكبر لنصف الفرق بين قيمته المستحقة.

### الهند
في الهند تعد اتفاقات ما قبل الزواج نادرة جدًا ولا تحتوي على أي قوانين حاكمة. ومع ذلك مع ارتفاع معدلات الطلاق الناس تظهر اهتماما متزايدا فيها، بعض المحامين يرون أن prenups ليس لها حرمة قانونية في الهند. ومع ذلك، يتم توقيع بعض أشكال العقد في بعض الحالات، عادةً بين المواطنين الأثرياء. لكن يجب أن تكون الاتفاقات معقولة ولا تنتهك القوانين الموجودة مسبقًا مثل قانون الزواج الهندوسي. المحاكم الهندية تسمح بتوقيع مذكرة التسوية خلال حالات الطلاق. ولكن، لم يطلب من أي محكمة حتى الآن فرض القانون.
قد تأتي هذه الاتفاقيات بموجب قانون العقود الهندي لعام 1872 . ينص القسم 10 من قانون العقود الهندي على أن الاتفاقات يجب اعتبارها عقودًا إذا تم إبرامها بموافقة الطرفين بحرية. ومع ذلك، ينص البند 23 من نفس القانون على أن العقد قد يكون باطلاً إذا كان غير أخلاقي أو مخالف للسياسة العامة.
جوا هي الولاية الهندية الوحيدة التي يكون فيها القانون قبل الزواج قابلاً للإنفاذ، حيث أنه يتبع القانون المدني البرتغالي، 1867 يجوز توقيع اتفاق ما قبل الزواج بين الطرفين في وقت الزواج، ينص على نظام الملكية. إذا لم يتم توقيع الزواج قبل الزواج، فإن الممتلكات الزوجية تنقسم بالتساوي بين الزوج والزوجة.

### تايلاند
يتم توقيع اتفاق ما قبل الزواج في تايلاند على أساس الموافقة المتبادلة بين الرجل والمرأة، والتي ترغب في الزواج. بموجب القانون التايلوالقابل للتنفيذ بموجب القانون حيث:
- لا يمكن أن يكون محتوى ما قبل الزواج في تايلاند مخالفًا للقانون أو الأخلاق الحميدة؛
- يجب أن يفهم كل من الزوج والزوجة المحتملين محتوى ما قبل الزواج؛
- يجب أن يتم الزواج قبل الزواج في تايلاند، ويكون العقد بين الزوج والزوجة بشأن الممتلكات الشخصية والملكية المشتركة بعد تسجيل الزواج (بعد الزواج) باطلاً؛
- يجب على كل من الزوج والزوجة في المستقبل التوقيع على الزواج قبل حضور شاهدين على الأقل ويجب إبرام الاتفاق في سجل الزواج مع الزواج [7]

تم العثور على هذه الشروط في الفقرة 1466 من القانون التجاري والمدني في تايلاند: وفقًا لقوانين الزواج التايلاندي يتعلق اتفاق ما قبل الزواج أساسًا بالأصول والآثار المالية المترتبة على الزواج ويضع شروطًا لملكية وإدارة الممتلكات الشخصية والملموسة المشتركة وتقسيم الأصول الزوجية المحتملة، إذا تم حل الزواج. كما يتضمن الاتفاق قبل الزواج قائمة بالأصول الشخصية لكل جانب في وقت الزواج والضمانات، والتي تظل الديون والممتلكات قبل الزواج في حوزة المالك الأولي أو المدين. الممتلكات الشخصية تشمل:
- الممتلكات المملوكة للزوجين قبل الزواج؛
- الممتلكات للاستخدام الشخصي - أدوات العمل، والملابس، وما إلى ذلك؛
- الهدايا المقدمة من أطراف ثالثة أو الممتلكات المستلمة من خلال الوصية (إذا لم يتم الإشارة إليها في الشهادة، فيجب نقل الملكية إلى ممتلكات مشتركة للأزواج)؛
- «الخونجمان khongman» - العقارات المنقولة إلى العروس كمهر (خلال حفل الخطوبة).

الملكية المشتركة تشمل:
- الممتلكات المكتسبة في وقت الزواج؛
- الممتلكات التي تلقاها أحد الزوجين في وقت الزواج كهدية، إذا كان في هذه الممتلكات المرفقة بهدية أو في الوثيقة التي جمعها الزوج هذه الملكية مشتركة (الأصول القتالية)؛
- الدخل المكتسب من الممتلكات الشخصية.[8]

### أوروبا

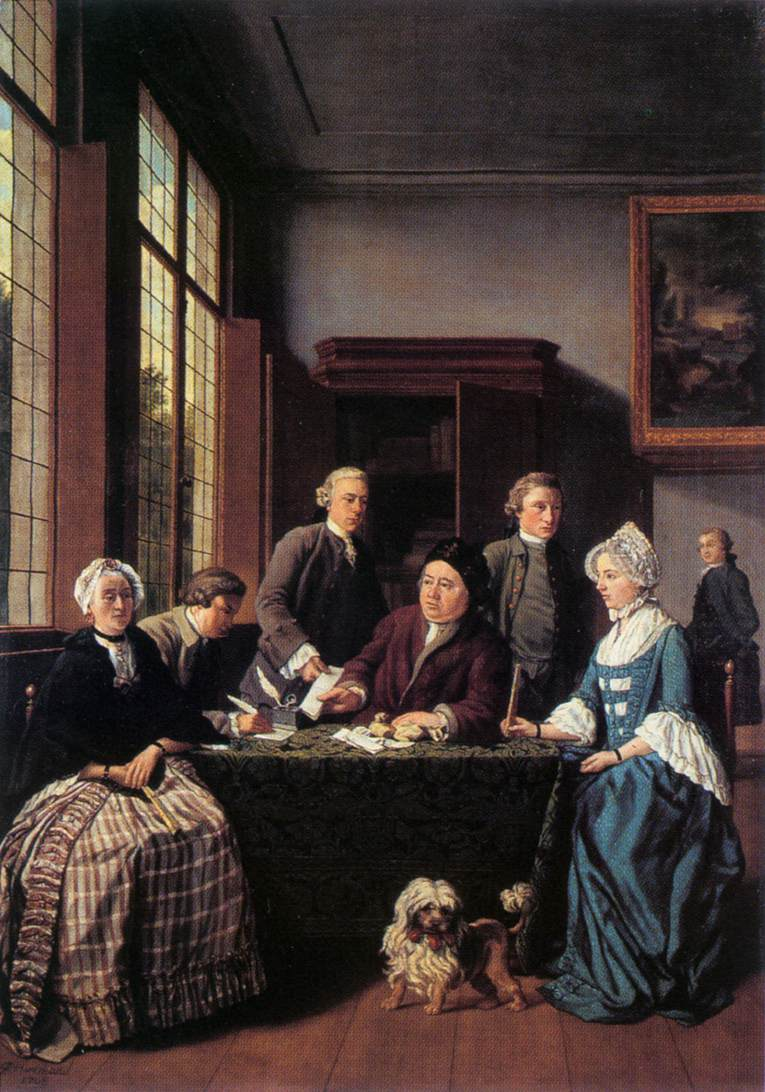
The Marriage Contract by Flemish artist Jan Josef Horemans the Younger c. 1768

منذ فترة طويلة تم الاعتراف باتفاقات ما قبل الزواج على أنها صالحة في العديد من الدول الأوروبية مثل فرنسا وبلجيكا وهولندا وألمانيا وبولندا وسويسرا والسويد والدنمارك والنرويج وفنلندا، بينما توجد قيود في بعض هذه البلدان على القيود التي ستعتبرها المحاكم واجبة التطبيق أو سارية (على سبيل المثال ألمانيا بعد عام 2001 حيث أشارت محاكم الاستئناف إلى ذلك)، لا يمكن الطعن في عقد مكتوب ومبادر بشكل صحيح وتم الاتفاق عليه بحرية من خلاله، على سبيل المثال: الاحتجاج بالظروف التي انهار فيها الزواج أو سلوك أي من الطرفين، في فرنسا وبلجيكا (كما هو الحال في كيبيك، التي لديها نفس التقاليد القضائية) يجب أن تبرم اتفاقات ما قبل الزواج بحضور كاتب عدل.
في العديد من البلدان المذكورة، قد تحمي ما قبل الزواج الممتلكات والأموال غير المشتركة من الإفلاس ويمكن أن تساعد في دعم الدعاوى القضائية والتسويات أثناء الزواج (على سبيل المثال، إذا كان جزء ما قد باع أو رهن قطعة من الممتلكات بشكل غير صحيح التي وضعت جانبا من قبل شريكه / لها).

### أوكرانيا
وفقًا لأحكام المادة 10 من قانون الأسرة في أوكرانيا يمكن تنظيم علاقات الزواج وحقوق الزوجين وواجباتهما من خلال عقد الزواج وكذلك إذا كان الزوجان يرغبان في تسوية علاقاتهما العقارية بطريقة أخرى ثم يتم توفيرها بموجب قانون الأسرة أوكرانيا.
يمكن إبرام عقد الزواج (ما قبل الزواج) من قبل امرأة ورجل تقدم بطلب لتسجيل زواجه وكذلك الزوج. الشخص دون السن القانونية، الذي يريد إبرام عقد الزواج قبل تسجيل الزواج، هو الحصول على موافقة موقعة من والديه أو وصيها مصدقة من كاتب العدل.
توفر العديد من الأحكام الواردة في هذا القسم من قانون الأسرة في أوكرانيا شروطًا شاملة للغاية فيما يتعلق بشكل ومضمون عقد الزواج، ويتم تنظيم المسائل الإجرائية المتعلقة بالقيام بذلك من خلال تعليمات مناسبة من وزارة العدل في أوكرانيا فيما يتعلق بإجراءات توثيق عقود الزواج وكذلك التوثيق المطلوب.
يتم توفير المتطلبات الملحة فيما يتعلق بمحتوى عقد الزواج في المادة 93 من قانون الأسرة في أوكرانيا، والتي تنص على أن عقد الزواج يحكم علاقات الملكية بين الزوجين، ويحدد حقوق الملكية والواجبات. يمكن لعقد الزواج أيضًا تحديد حقوق الملكية وواجبات الزوجين كآباء، لكن مع بعض القيود. لا يمكن تنظيم العلاقات الشخصية للزوجين بموجب عقد الزواج، وكذلك العلاقات الشخصية بين الزوجين وأطفالهما. يتم توفير هذه القاعدة أيضًا في البند 93 من قانون الأسرة في أوكرانيا. عقد الزواج، الذي يقلل من حقوق الأطفال ويضع أحد الزوجين في حالة مادية سيئة، لا يُسمح به بموجب اللوائح الضرورية المذكورة أعلاه. في إطار عقد الزواج، لا يمكن لأي من الزوجين الحصول على أي ممتلكات غير منقولة أو غيرها من الممتلكات، الأمر الذي يتطلب تسجيل الدولة.

### المملكة المتحدة
لم يتم اعتبار اتفاقيات ما قبل الزواج تاريخياً قابلة للتنفيذ من الناحية القانونية في إنجلترا وويلز بسبب التردد من جانب القضاء لأسباب تتعلق بالسياسة العامة.
ألغت قضية اختبار المحكمة العليا لعام 2010 لـ ريد ماشر ضد جرانتينو في الإطار القانوني السابق عليها للاعتراف بتغيير الآراء المجتمعية والقضائية حول الاستقلالية الشخصية للشركاء المتزوجين. يمكن الآن تنفيذ الاتفاقات السابقة للزواج من قبل المحاكم كجزء من تقديرها في قضايا التسوية المالية بموجب المادة 25 من قانون الأسباب الزوجية لعام 1973 طالما تم الوفاء باختبار ريدماشر ثلاثي المراحل ويعتبر إجراءً عادلاً، مع مراعاة مانع مصالح أي طفل من العائلة. ينص ريدماشر على أن المحاكم ستعمل على تنفيذ اتفاق زواجي يتم إبرامه بحرية من قبل كل طرف مع التقدير التام لآثاره ما لم يكن من العدل في ظل الظروف السائدة عقد أطراف اتفاقهم. قدمت القضية كميات كبيرة من التوجيهات ذات الصلة بجميع حالات اتفاق الزواج التي حدثت منذ عام 2010.
قبل تفعيل قانون التفويض The Law Commission عام 2014 بشأن الملكية الزوجية عمومًا القرار في رادماشر وأوصى بإنشاء نظام «اتفاق الزواج المؤهل» من قبل البرلمان والذي سيخلق اتفاقية ما قبل الزواج ملزمة تمامًا طالما تم استيفاء بعض المتطلبات. توصيات اللجنة لم تنفذ بعد.

### كندا
تخضع اتفاقيات ما قبل الزواج في كندا لتشريعات المقاطعات وتعترف كل مقاطعة وإقليم في كندا باتفاقات ما قبل الزواج. على سبيل المثال، تسمى اتفاقيات ما قبل الزواج في أونتاريو عقود الزواج ويتم الاعتراف بها بموجب المادة 52 من قانون الأسرة.

### الولايات المتحدة الأمريكية
يتم التعرف حاليًا على اتفاقيات ما قبل الزواج قانونًا، رغم أنه قد لا يتم تنفيذها دائمًا. يجب أن يكون لدى كلا الطرفين محامين يمثلونهم لضمان أن الاتفاقية قابلة للتنفيذ ويمكنها العمل بالاتفاق بين الطرفين. في بعض الحالات، يحتفظ الطرفان بقاضي خاص ليكون حاضرًا أثناء التوقيع، للتأكد من أنه لم يتم إجبار أي طرف على الاتفاق. يوصي بعض المحامين بتصوير تسجيل الفيديو، على الرغم من أن هذا اختياري.
تتطلب بعض الولايات مثل كاليفورنيا أن يتم تمثيل الأطراف بواسطة محام إذا كان الدعم الزوجي (النفقة) محددًا بموجب الاتفاقية. وبالتالي، قد تصبح اتفاقات ما قبل الزواج باطلة إذا كان هناك دليل على توقيعها تحت الإكراه.
الاتفاقات قبل الزواج في أحسن الأحوال هي حل جزئي لتفادي بعض مخاطر نزاعات الملكية الزوجية في أوقات الطلاق. أنها تحمي الحد الأدنى من الأصول وليست الكلمة الأخيرة. ومع ذلك، يمكن أن تكون قوية للغاية وتحد من حقوق الملكية والنفقات للأطراف. قد يكون من المستحيل وضع جانب prenup تمت صياغته وتنفيذه بشكل صحيح. لا يمكن لـ Prenup أن يملي فقط ما يحدث إذا انفصلت الأطراف، ولكن أيضًا عما يحدث عندما تموت. يمكنهم أن يتصرفوا كعقد لعمل وصية و / أو إلغاء جميع حقوقك في الممتلكات، والتحقق من المنزل، وبدل الوصايا، والحق في تولي وريث محدد سلفًا، والحق في التصرف كمنفذ ومسؤول عن ملكية زوجتك.
اتفاق ما قبل الزواج يكون ساري المفعول فقط إذا اكتمل قبل الزواج. بعد زواج الزوجين، يجوز لهما إبرام اتفاق بعد الزواج. هناك عدة طرق يمكن من خلالها مهاجمة اتفاق ما قبل الزواج في المحكمة. وتشمل هذه الافتقار إلى الطوعية، وعدم المعقولية، وعدم الكشف عن الأصول.
في الولايات المتحدة، يتم الاعتراف باتفاقات ما قبل الزواج في جميع الولايات الخمسين ومقاطعة كولومبيا. وبالمثل، في معظم الولايات القضائية، هناك حاجة إلى خمسة عناصر لاتفاق ما قبل الزواج ساري المفعول:
1. يجب أن يكون الاتفاق مكتوبًا (الشروط المسبقة عن طريق الفم غير قابلة للتنفيذ بشكل عام)؛
2. يجب تنفيذه طوعًا؛
3. الكشف الكامل و / أو العادل في وقت التنفيذ؛
4. لا يمكن أن يكون الاتفاق غير منطقي؛
5. يجب أن يتم تنفيذه من قبل الطرفين (وليس محاميهما) «بالطريقة المطلوبة لتسجيل الفعل»، والمعروفة باسم الاعتراف، قبل كاتب العدل.

لا يُسمح للاتفاقات قبل الزواج في جميع الولايات الأمريكية بتنظيم القضايا المتعلقة بأطفال الزواج، ولا سيما قضايا الحضانة والوصول. السبب وراء ذلك هو أن الأمور المتعلقة بالأطفال يجب أن تُقرر بما يخدم مصلحة الطفل. ومع ذلك، فإن هذا مثير للجدل: بعض الناس يعتقدون أن معارك الحضانة غالبا ما تكون أسوأ جزء من الطلاق، يجب أن يكون الأزواج قادرين على تسوية هذا مسبقا.
لن تطبق المحاكم متطلبات قيام شخص واحد بصنع الأطباق أو تربية الأطفال في دين معين. في السنوات الأخيرة، قام بعض الأزواج بإدراج أحكام وسائل التواصل الاجتماعي في اتفاقيات ما قبل الزواج، مع وضع قواعد بشأن ما هو مسموح بالنشر على شبكات التواصل الاجتماعي أثناء الزواج، وكذلك في حالة فسخ الزواج.
يمكن إدراج شرط الغروب في اتفاقية ما قبل الزواج، مع تحديد أنه بعد فترة زمنية معينة، ستنتهي الاتفاقية. في ولاية ماين، بالنسبة لاتفاقات ما قبل الزواج المنفذة قبل 1 أكتوبر 1993، ما لم تجدد الأطراف الاتفاقية، فإنها تنقضي تلقائيًا بعد ولادة طفل. في ولايات أخرى، سيتسبب عدد معين من سنوات الزواج في اتفاق قبل الزواج. في الدول التي تبنت قانون UPAA (قانون اتفاق ما قبل الزواج الموحد)، لا ينص القانون على أي شرط عند غروب الشمس، ولكن يمكن التعاقد معه بشكل خاص. لاحظ أن الدول لها إصدارات مختلفة من UPAA.
على عكس جميع قوانين العقود الأخرى لا يلزم النظر، على الرغم من أن أقلية من المحاكم تشير إلى الزواج نفسه باعتباره الاعتبار. من خلال عقود ما قبل الزواج، يمكن للزوج التنازل تماما عن حقوق الملكية والنفقة أو الميراث وكذلك حصة الاختيارية والحصول على شيء في المقابل. اختيار أحكام القانون أمر بالغ الأهمية في عقود ما قبل الزواج. يمكن لأطراف الاتفاقية اختيار قانون الدولة الذي يتزوجون فيه، سواء في تفسير الاتفاق وكيف يتم تقسيم الممتلكات في وقت الطلاق. في غياب شرط اختيار القانون، فإن قانون المكان الذي تطلق فيه الأطراف، وليس قانون الدولة التي تزوجته هو الذي يقرر قضايا الملكية والدعم.
عند صياغة اتفاق، من المهم أن ندرك أن هناك نوعين من قوانين الدولة التي تحكم الطلاق  –  التوزيع العادل، الذي تمارسه 41 ولاية، والملكية المجتمعية، تمارس في بعض الاختلافات من قبل 9 ولايات. قد لا يتم تصميم الاتفاقية المكتوبة في حالة ملكية المجتمع لتحكم ما يحدث في حالة التوزيع العادل والعكس. قد يكون من الضروري الاحتفاظ بالمحامين في كلا الولايتين لتغطية الاحتمالية المحتملة التي قد يعيشها الطرفان في ولاية غير الدولة التي تزوجا بها. غالبًا ما يكون للناس أكثر من منزل واحد في ولايات مختلفة أو ينتقلون كثيرًا بسبب عملهم، لذلك من المهم مراعاة ذلك في عملية الصياغة.
فيما يتعلق بالمسائل المالية المرتبطة بالطلاق، يتم دعم الاتفاقات قبل الزواج وتنفذها المحاكم بشكل روتيني في جميع الولايات تقريبًا. هناك ظروف رفضت فيها المحاكم إنفاذ أجزاء / أحكام معينة من هذه الاتفاقات. على سبيل المثال، في قرار أصدرته شعبة الاستئناف في نيوجيرسي في أبريل / نيسان 2007، رفضت المحكمة فرض بند من اتفاق ما قبل الزواج فيما يتعلق بتنازل الزوجة عن رغبتها في خطة ادخار الزوج. قضت محكمة نيوجيرسي أنه عندما نفذ الطرفان اتفاقهما قبل الزواج، لم يكن من المتوقع أن يزيد الزوج فيما بعد مساهماته في خطة الادخار.
في كاليفورنيا، من خلال اتفاق ما قبل الزواج، قد يتنازل الزوجان عن حقوقهما في مشاركة الممتلكات (ملكية المجتمع). يمكن أن يحد الاتفاق من الدعم الزوجي (على الرغم من أن محكمة الطلاق يمكنها أن تضع هذا جانباً إذا رأت أن القيد غير معقول). يمكن أن يكون الاتفاق بمثابة عقد لتقديم وصية تتطلب من أحد الزوجين توفير الرعاية للطرف الآخر عند الوفاة. كما يمكن أن يحد من حقوق الوصايا عند الوفاة، مثل الحق في بدل الوصايا، والحق في التصرف كمنفذ، والحق في تولي وريث محدد سلفًا، وما إلى ذلك. في ولاية كاليفورنيا، قد يدخل الشركاء المحليون المسجلون أيضًا في حالة من المشاكل. يتم التعامل مع اتفاقيات ما بعد الزواج بطريقة مختلفة للغاية في قانون كاليفورنيا. على الأزواج واجب ائتماني تجاه بعضهم البعض، لذا فإن اتفاقيات ما قبل الزواج تأتي ضمن فئة خاصة من الاتفاقيات. هناك افتراض بأنه تم الحصول على اتفاق ما بعد الزواج بتأثير لا مبرر له إذا اكتسب أحد الطرفين ميزة. لا يمكن التنازل عن الإفصاح في سياق اتفاق ما بعد الزواج.

### أستراليا
يتم الاعتراف بالاتفاقات قبل الزواج في أستراليا بموجب قانون الأسرة لعام 1975 (الكومنولث).

## في الأديان

### المذهب الكاثوليكي
الاتفاقات قبل الزواج هي مسألة قانون مدني، لذلك لا يستبعدها قانون الكاثوليك الكنسي من حيث المبدأ (على سبيل المثال، لتحديد كيفية تقسيم الممتلكات بين أطفال زواج سابق عند وفاة أحد الزوجين).
في الممارسة العملية، قد يخالف قانون الزواج قبل عدة طرق. على سبيل المثال ، لا يمكنهم إخضاع الزواج لشرط يتعلق بالمستقبل. ينص قانون القانون الكنسي على: «الزواج الذي يخضع لشرط حول المستقبل لا يمكن التعاقد عليه بشكل صحيح». (CIC 1102)

### في اليهودية
في اليهودية ، تم تأسيس الكتوبة ، وهو عقد ما قبل الزواج ، منذ فترة طويلة كجزء لا يتجزأ من الزواج اليهودي ، ويتم توقيعه وقراءته بصوت عال في حفل الزواج. وهو يتضمن اشتراط الزوج في إعالة زوجته عن طريق تزويدها بالطعام والملابس والجنس ، وكذلك توفير الدعم للزوجة في حالة الطلاق أو وفاة الزوج. ومع ذلك ، تحت هذا المقطع ، تكون المرأة حرة في المغادرة إذا كان زوجها لا يوفر لها.
في عام 2004، أيدت محكمة جنوب إفريقيا العليا رجل أعمال من جوهانسبرغ لأنه رفض دفع نفقة زوجته السابقة وفقًا لأمر من جوهانسبرج بيت دين.
في الآونة الأخيرة ، ظهرت حركة تدعم اتفاق ما قبل الزواج في بعض الدوائر الأرثوذكسية الحديثة. هذا هو استجابة لعدد متزايد من الحالات التي يرفض فيها الزوج منح الحصول على الطلاق الديني. في مثل هذه الأمور ، فإن السلطات المحلية غير قادرة على التدخل ، سواء بسبب المخاوف المتعلقة بفصل الكنيسة عن الدولة أو بعض المشاكل الدينية التي قد تنشأ. هذا الوضع يترك الزوجة في حالة aginut ، والتي كانت غير قادرة على الزواج مرة أخرى. لتصحيح هذا الموقف ، تروج الحركة لاتفاق ما قبل الزواج يوافق فيه الزوجان على إجراء طلاقهما ، في حال حدوثه ، في محكمة حاخامية .

### في الإسلام
في معظم المناطق والدول العربية والإسلامية يوجد عقد زواج يُعرف تقليديًا باسم عقد القران وهوالعقد الذي تم تأسيسه لفترة طويلة كجزء لا يتجزأ من الزواج الإسلامي ويتم توقيعه في حفل الزواج في مصر وسوريا وفلسطين والأردن ولبنان ولكن ليس في دول أو مناطق أخرى، يُعرف هذا العقد على نطاق واسع باسم كتاب الكتاب. ويشبه العقد ketubah في اليهودية، ويحدد حقوق ومسؤوليات العريس والعروس أو الأطراف الأخرى المشاركة في إجراءات الزواج. ولكن هذا يختلف عن اتفاق ما قبل الزواج ، لأنه لا يحدد كيفية تقسيم الأصول أو ورثها في حالة الطلاق أو وفاة الزوج.